# Skateboard ai Giochi della XXXII Olimpiade - Street femminile
La gara di street maschile dei Giochi della XXXII Olimpiade si è svolta il 26 luglio 2021. Hanno partecipato 20 atleti provenienti da 13 diverse nazioni.
La vincitrice della gara è stata la giapponese Momiji Nishiya.

## Semifinale
I primi 8 Skateboarders avanzano alla Finale.
| Pos. | Batteria | Atleta            | Run  | Run  | Trick | Trick | Trick | Trick | Trick | Totale |
| Pos. | Batteria | Atleta            | 1    | 2    | 1     | 2     | 3     | 4     | 5     | Totale |
| ---- | -------- | ----------------- | ---- | ---- | ----- | ----- | ----- | ----- | ----- | ------ |
| 1    | 3        | Funa Nakayama     | 1.40 | 4.66 | 0.00  | 5.21  | 0.00  | 4.50  | 0.00  | 15.77  |
| 2    | 3        | Momiji Nishiya    | 3.15 | 3.20 | 0.00  | 4.05  | 0.00  | 4.62  | 3.53  | 15.40  |
| 3    | 4        | Rayssa Leal       | 3.29 | 2.01 | 2.82  | 0.00  | 3.37  | 3.20  | 5.05  | 14.91  |
| 4    | 2        | Roos Zwetsloot    | 1.00 | 3.71 | 2.80  | 2.53  | 2.93  | 4.04  | 0.00  | 13.48  |
| 5    | 2        | Aori Nishimura    | 2.97 | 3.01 | 0.00  | 0.00  | 0.00  | 3.00  | 3.84  | 12.82  |
| 6    | 4        | Zeng Wenhui       | 1.66 | 2.42 | 4.92  | 0.00  | 3.31  | 0.00  | 0.00  | 12.31  |
| 7    | 2        | Margielyn Didal   | 1.71 | 2.77 | 3.01  | 0.00  | 3.02  | 0.00  | 3.22  | 12.02  |
| 8    | 4        | Alexis Sablone    | 1.81 | 1.13 | 2.70  | 4.20  | 3.06  | 0.00  | 0.00  | 11.77  |
| 9    | 4        | Leticia Bufoni    | 2.21 | 2.58 | 2.62  | 2.20  | 2.81  | 0.00  | 2.90  | 10.91  |
| 10   | 3        | Pamela Rosa       | 1.25 | 3.57 | 2.82  | 0.00  | 0.00  | 0.00  | 2.42  | 10.06  |
| 11   | 4        | Lore Bruggeman    | 3.43 | 3.40 | 1.21  | 1.23  | 0.00  | 0.00  | 0.00  | 9.27   |
| 12   | 1        | Keet Oldenbeuving | 2.22 | 2.14 | 2.01  | 2.33  | 0.00  | 0.00  | 0.00  | 8.70   |
| 13   | 1        | Mariah Duran      | 1.52 | 1.42 | 0.00  | 0.00  | 0.00  | 0.00  | 5.01  | 7.95   |
| 14   | 1        | Asia Lanzi        | 1.31 | 1.20 | 1.13  | 0.00  | 1.93  | 1.23  | 1.66  | 6.13   |
| 15   | 1        | Andrea Benítez    | 1.94 | 1.81 | 0.00  | 0.40  | 0.00  | 0.70  | 1.51  | 5.96   |
| 16   | 2        | Hayley Wilson     | 0.93 | 3.31 | 0.00  | 0.00  | 0.00  | 0.00  | 1.10  | 5.34   |
| 17   | 3        | Charlotte Hym     | 1.31 | 1.00 | 1.82  | 0.00  | 0.00  | 1.01  | 1.20  | 5.34   |
| 18   | 2        | Julia Brueckler   | 1.10 | 0.71 | 1.80  | 0.00  | 0.00  | 0.00  | 1.49  | 5.10   |
| 19   | 1        | Annie Guglia      | 0.86 | 0.63 | 0.65  | 0.81  | 0.00  | 0.40  | 1.03  | 3.35   |
| 20   | 3        | Alana Smith       | 0.46 | 0.39 | 0.40  | 0.00  | 0.00  | 0.00  | 0.00  | 1.25   |

## Finale
| Pos. | Atleta          | Run  | Run  | Trick | Trick | Trick | Trick | Trick | Totale |
| Pos. | Atleta          | 1    | 2    | 1     | 2     | 3     | 4     | 5     | Totale |
| ---- | --------------- | ---- | ---- | ----- | ----- | ----- | ----- | ----- | ------ |
|      | Momiji Nishiya  | 3.02 | 2.91 | 0.00  | 0.00  | 4.15  | 4.66  | 3.43  | 15.26  |
|      | Rayssa Leal     | 2.94 | 3.13 | 0.00  | 3.91  | 4.21  | 3.39  | 0.00  | 14.64  |
|      | Funa Nakayama   | 2.62 | 2.67 | 0.00  | 5.00  | 0.00  | 4.20  | 0.00  | 14.49  |
| 4    | Alexis Sablone  | 2.52 | 2.01 | 4.03  | 0.00  | 5.01  | 0.00  | 0.00  | 13.57  |
| 5    | Roos Zwetsloot  | 3.34 | 3.80 | 4.12  | 0.00  | 0.00  | 0.00  | 0.00  | 11.26  |
| 6    | Zeng Wenhui     | 2.13 | 2.60 | 0.00  | 4.93  | 0.00  | 0.00  | 0.00  | 9.66   |
| 7    | Margielyn Didal | 2.33 | 2.22 | 0.00  | 2.97  | 0.00  | 0.00  | 0.00  | 7.52   |
| 8    | Aori Nishimura  | 0.46 | 3.46 | 0.00  | 3.00  | 0.00  | 0.00  | 0.00  | 6.92   |